# 24h Europe : The Next Generation
 (mai 2019).
Si vous disposez d'ouvrages ou d'articles de référence ou si vous connaissez des sites web de qualité traitant du thème abordé ici, merci de compléter l'article en donnant les références utiles à sa vérifiabilité et en les liant à la section « Notes et références ».
24h Europe : The Next Generation est un documentaire germano-français. D'une durée très précise de 24 heures, il est diffusé sur Arte du samedi 4 au dimanche 5 mai 2019 à partir de 6h du matin. Il est disponible en replay pendant un an après sa diffusion et est accessible en six langues, dont en français, allemand, anglais, espagnol, italien et polonais.
Il reprend le concept de 24h Berlin et 24h Jérusalem diffusés sur la même chaîne.

## Concept
Le documentaire suit en temps réel 60 jeunes de 15 à 30 ans dans 26 pays d'Europe, permettant ainsi de découvrir leur quotidien, leur témoignage et leur regard sur l'Europe.

## Fiche technique
- Réalisation : Britt Beyer, Vassili Silovic
- Idée et concept : Volker Heise
- Voix des commentaires : Camélia Jordana (19h-20h), Cécile de France (20h-21h), Félix Moati (22h-23h)
- Durée : 24 x 60 minutes
- Sociétés de production : Zero One 24, Idéale Audience, ARTE G.E.I.E, Arte Deutschland, Arte France, RBB, SWR, BR, RTBF Télévision belge, Kwassa Films
- Version française : Innervision pour ARTE G.E.I.E.

## Production
Le tournage s'est déroulé en 24 heures du 15 au 16 juin 2018. Certaines prises de vue ont été réalisées les autres jours.

## Diffusion
Le documentaire est diffusé simultanément en France et en Allemagne sur Arte à partir du 4 mai 2019 à 6h00 du matin sans interruption, excepté pour un court JT à 19h45, pour se terminer le lendemain à la même heure, ainsi qu'en Belgique sur La Trois et en Allemagne sur RBB, SWR et BR Fernsehen.
Les 28 langues et dialectes parlés par les 60 protagonistes sont traduits en français et en allemand en voice-over et en sous-titrage codé pour les téléspectateurs préférant écouter la version originale sur un canal audio spécifique. Le programme est également sous-titré en anglais, espagnol, italien et polonais sur la plateforme d'Arte.